# العلاقات النرويجية الفيجية
العلاقات النرويجية الفيجية هي العلاقات الثنائية التي تجمع بين النرويج وفيجي.

## مقارنة بين البلدين
هذه مقارنة عامة ومرجعية للدولتين:
| وجه المقارنة                                              | النرويج                                                   | فيجي                                                                 |
| --------------------------------------------------------- | --------------------------------------------------------- | -------------------------------------------------------------------- |
| المساحة (كم2)                                             | 385.21 ألف                                                | 18.27 ألف                                                            |
| عدد السكان (نسمة)                                         | 5.33 مليون                                                | 915.30 ألف                                                           |
| الكثافة السكانية (ن./كم²)                                 | 13.84                                                     | 50.1                                                                 |
| العاصمة                                                   | أوسلو                                                     | سوفا                                                                 |
| اللغة الرسمية                                             | بوكمول، لغات السامي، نينوشك، اللغة النرويجية              | لغة إنجليزية، اللغة الفيجية، اللغة الفيجي الهندية، اللغة الهندستانية |
| العملة                                                    | كرونة نروجية                                              | دولار فيجي                                                           |
| الناتج المحلي الإجمالي (بليون دولار)                      | 398.83 مليار                                              | 5.06 مليار                                                           |
| الناتج المحلي الإجمالي (تعادل القوة الشرائية) بليون دولار | 322.23 مليار                                              | 8.32 مليار                                                           |
| الناتج المحلي الإجمالي الاسمي للفرد دولار أمريكي          | 74.40 ألف                                                 | 4.96 ألف                                                             |
| الناتج المحلي الإجمالي للفرد دولار أمريكي                 | 65.61 ألف                                                 | 8.79 ألف                                                             |
| مؤشر التنمية البشرية                                      | 0.944                                                     | 0.727                                                                |
| رمز المكالمات الدولي                                      | +47                                                       | +679                                                                 |
| رمز الإنترنت                                              | .no                                                       | .fj                                                                  |
| المنطقة الزمنية                                           | ت ع م+01:00، ت ع م+02:00، توقيت وسط أوروبا، أوروبا/أوسلو ‏ | ت ع م+12:00                                                          |

## منظمات دولية مشتركة
يشترك البلدان في عضوية مجموعة من المنظمات الدولية، منها:
| علم المنظمة | اسم المنظمة                               | تاريخ انضمام النرويج | تاريخ انضمام فيجي |
| ----------- | ----------------------------------------- | -------------------- | ----------------- |
|             | المنظمة الهيدروغرافية الدولية             | ?                    | ?                 |
|             | الاتحاد البريدي العالمي                   | ?                    | ?                 |
|             | بنك التنمية الآسيوي                       | 1966                 | 1970              |
|             | يونسكو                                    | 4 نوفمبر 1946        | 14 يوليو 1983     |
|             | البنك الدولي للإنشاء والتعمير             | 27 ديسمبر 1945       | 28 مايو 1971      |
|             | منظمة التجارة العالمية                    | 1995                 | ?                 |
|             | وكالة ضمان الاستثمار متعدد الأطراف        | 9 أغسطس 1989         | 24 سبتمبر 1990    |
|             | الاتحاد الدولي للاتصالات                  | 1866                 | 5 مايو 1971       |
|             | منظمة الشرطة الجنائية الدولية             | ?                    | ?                 |
|             | مؤسسة التمويل الدولية                     | 20 يوليو 1956        | 12 يوليو 1979     |
|             | الأمم المتحدة                             | 27 نوفمبر 1945       | 13 أكتوبر 1970    |
|             | مؤسسة التنمية الدولية                     | 24 سبتمبر 1960       | 29 سبتمبر 1972    |
|             | منظمة حظر الأسلحة الكيميائية              | ?                    | ?                 |
|             | المركز الدولي لتسوية المنازعات الاستشارية | 15 سبتمبر 1967       | 10 سبتمبر 1977    |

## وصلات خارجية
- موقع وزارة الخارجية النرويجية
- موقع وزارة الخارجية الفيجية